# (31027) 1996 HQ
(31027) 1996 HQ est un astéroïde de la ceinture principale.

## Description
(31027) 1996 HQ est un astéroïde de la ceinture principale. Il fut découvert le 18 avril 1996 à l'Observatoire d'Ondřejov par Lenka Šarounová. Il présente une orbite caractérisée par un demi-grand axe de 2,29 UA, une excentricité de 0,10 et une inclinaison de 7,2° par rapport à l'écliptique.
Il a été nommé temporairement (31027) Viktorhess mais cette dénomination a été abrogée.